# Copromorpha roepkei
Copromorpha roepkei is een vlinder uit de familie van de Copromorphidae. De wetenschappelijke naam van de soort is voor het eerst geldig gepubliceerd in 1953 door Diakonoff.